# Gyrocaryum
Gyrocaryum oppositifolium
Genre
Espèce
Gyrocaryum est un genre de plantes à fleurs, de la famille des Boraginacées. Il ne comporte qu'une seule espèce connue, Gyrocaryum oppositifolium, endémique d'Espagne. Le genre et l'espèce ont été décrits par le botaniste espagnol Benito Valdés (es) en 1983. On les considérait comme éteints jusqu'à ce qu'une population soit découverte en Andalousie en 2025.

## Taxonomie
Gyrocaryum est un genre de plante de la famille des Boraginaceae|Boraginacées qui comprend une espèce, G. oppositifolium, endémique d'Espagne. Le genre et l'espèce ont été décrits en 1983 par le botaniste espagnol Benito Valdés dans la revue Willdenowia,. Le nom du genre est composé de deux mots grecs latinisés, « gyros » pour cercle et « caryos » pour noyau, et a été choisi pour souligner sa caractéristique distinctive, à savoir la présence d'un anneau cartilagineux sur le fruit. Le spécimen holotype a été collecté à Séville en 1982 par Valdés et ses collègues, et est conservé à l'herbier de l'Université de Séville (SEV 80501).
Depuis sa description, on pensait qu'il était éteint en Andalousie, mais une population a été découverte dans le parc national de la Sierra Morena, dans le sud de l'Espagne en 2025,.

## Distribution
Ses habitats naturels sont les zones arbustives méditerranéennes du Matorral et les pelouses tempérées. Elle est menacée par la perte de son habitat.

## Galerie

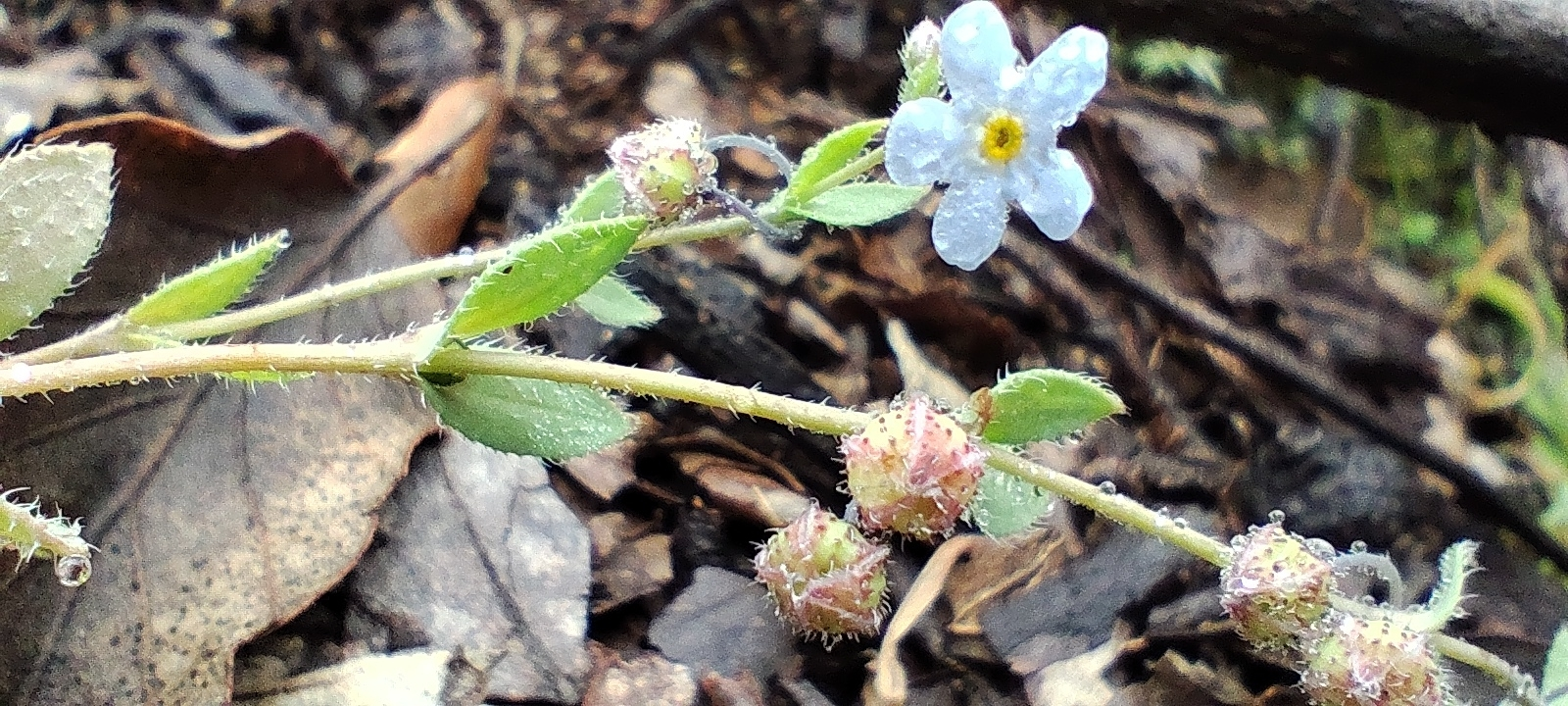
Fleur, fruits et bractées

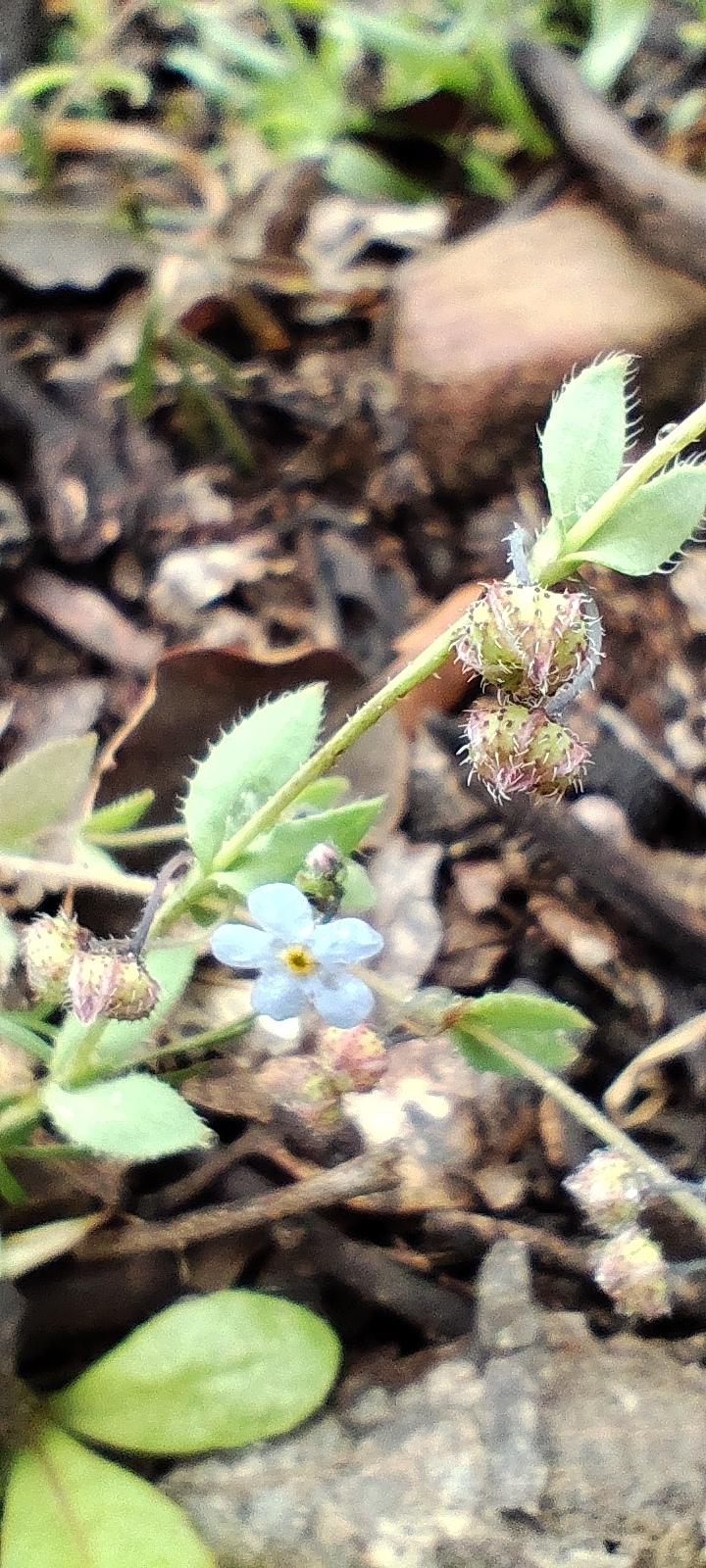
Fleur, fruits et bractées
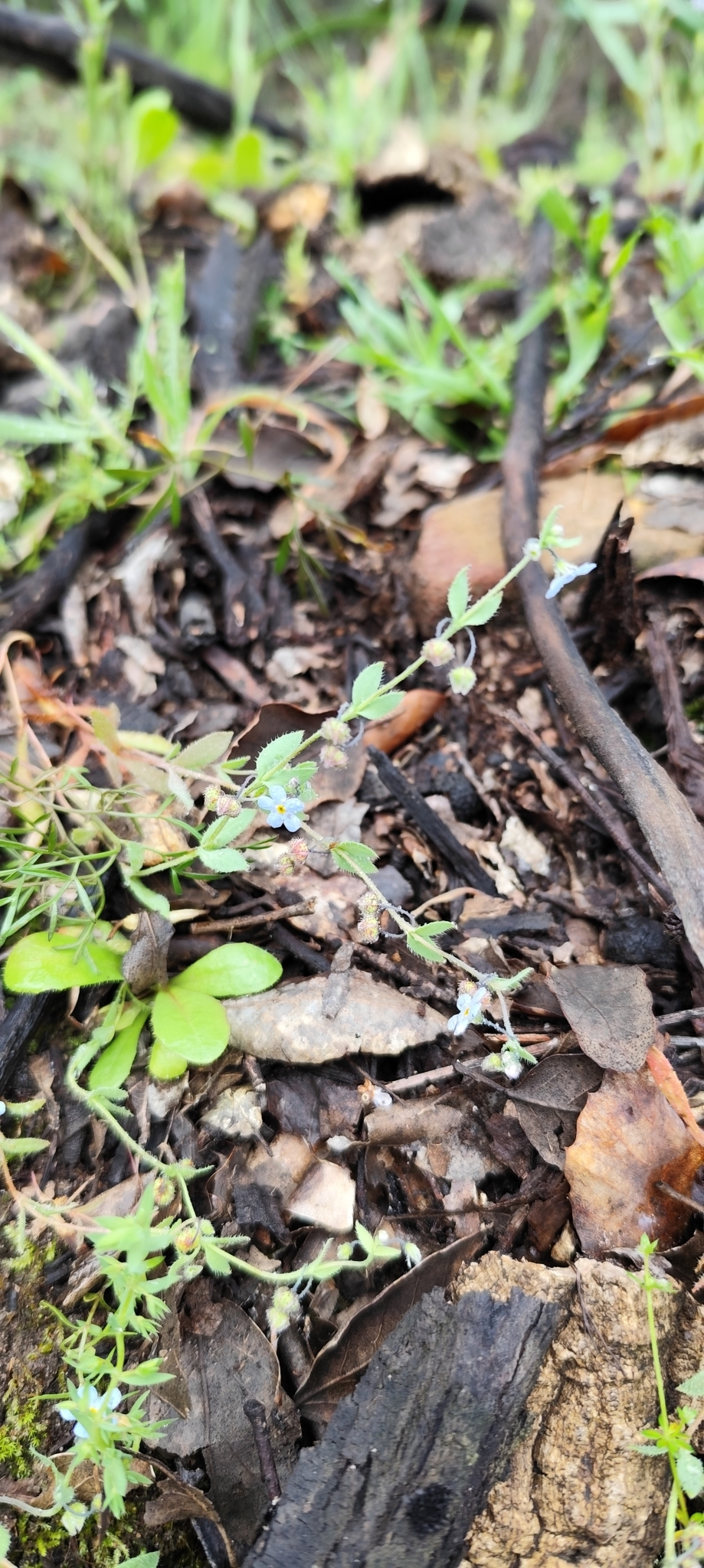
Port
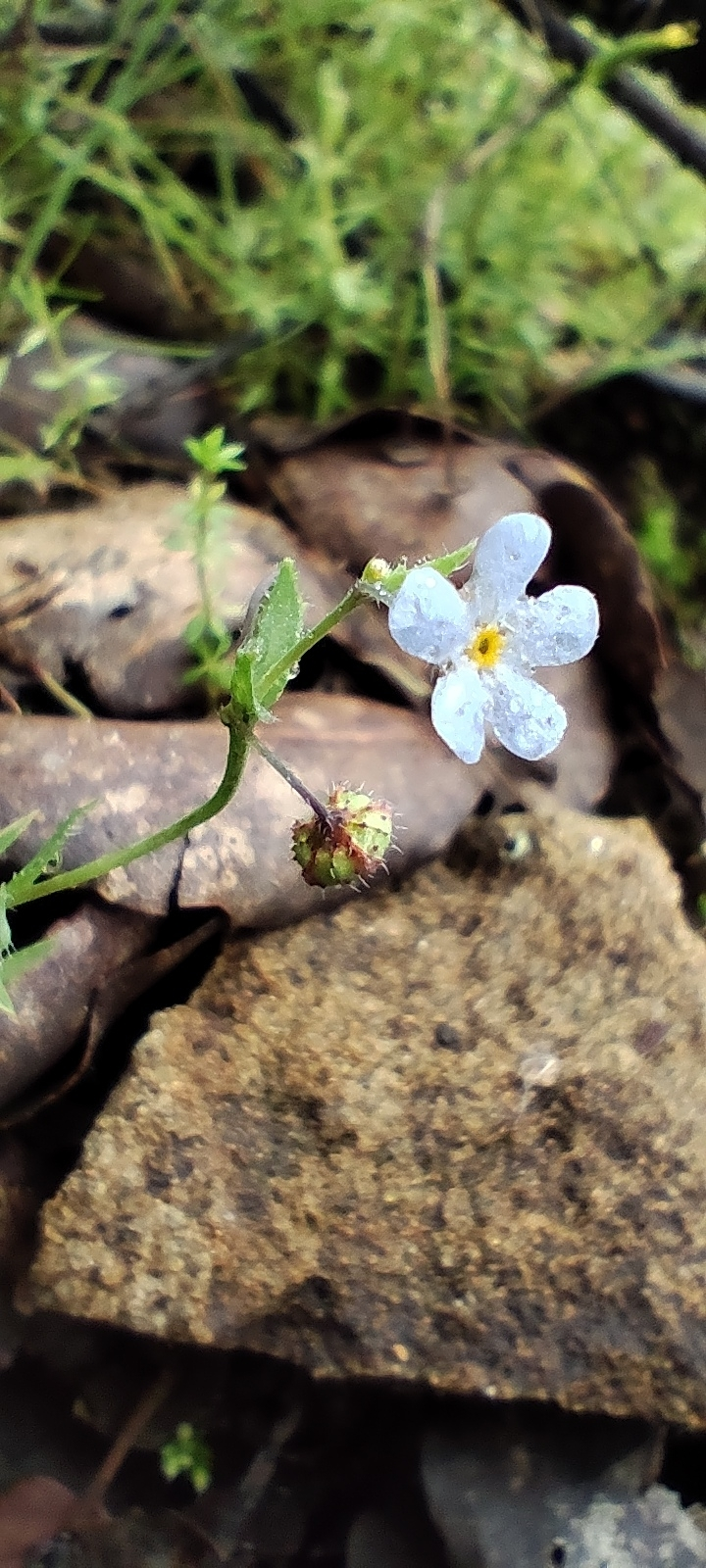
Fleur et fruit